# 慶恩寺
慶恩寺（けいおんじ）は、奈良県宇陀市大宇陀春日(うだかすが)にある浄土宗鎮西派の寺院である。山号は松谷山。本尊は阿弥陀如来。

## 歴史
695年、吾城行宮の堂宇を拝領して始まったと伝えられている。
1186年には重源上人が東大寺再興に際して5分の1の試みの伽藍を建立し慶恩寺としたといわれている。

## 建造物
- 本堂
- 山門

## その他の見所
- 八景の鐘
- 高浜虚子の碑
- フランス芸術文化勲章（コマンドール）受賞　水井康雄の彫刻　”笑石II”　（1987年）

## ギャラリー

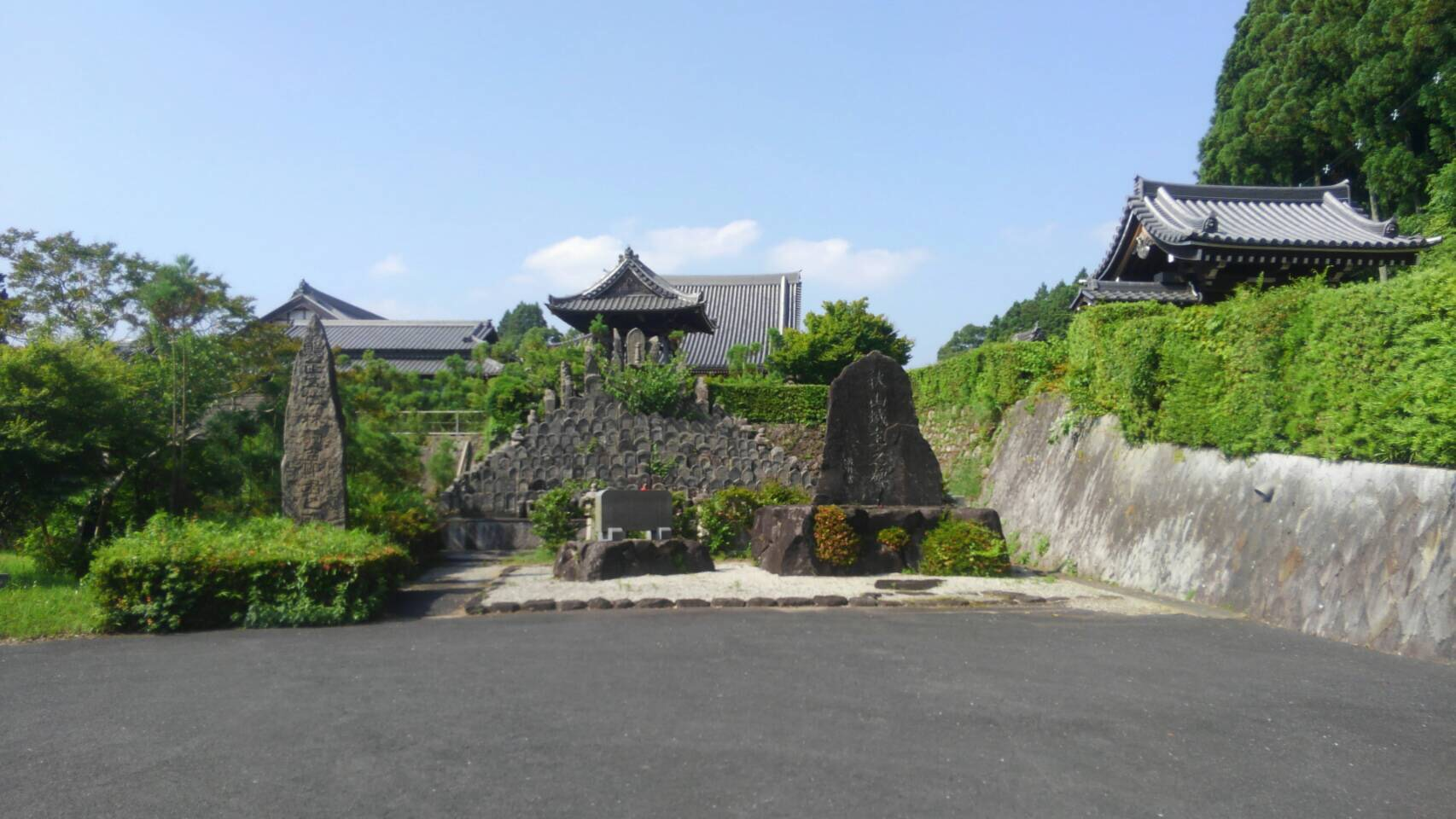
前景
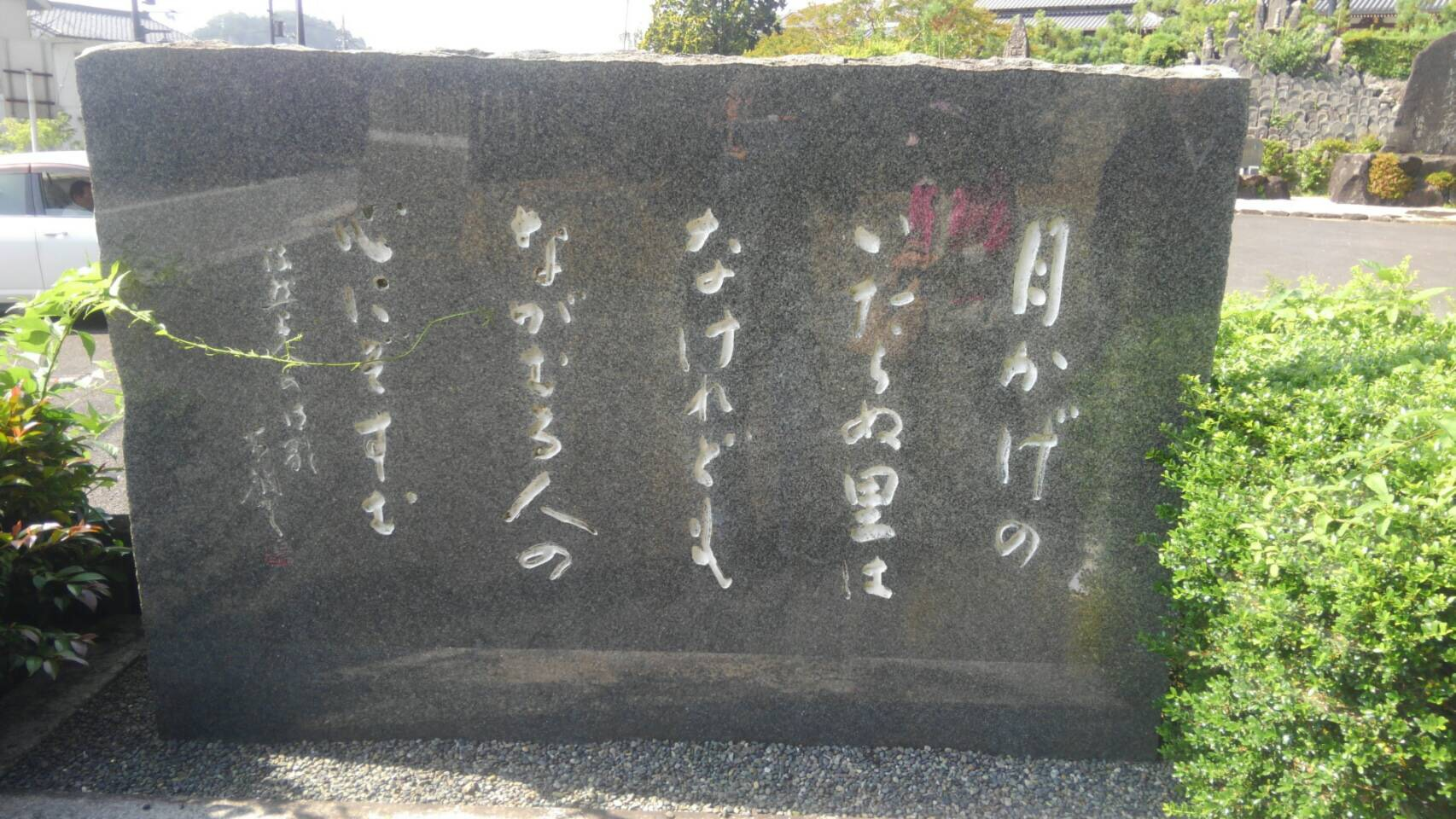
祈りの一文
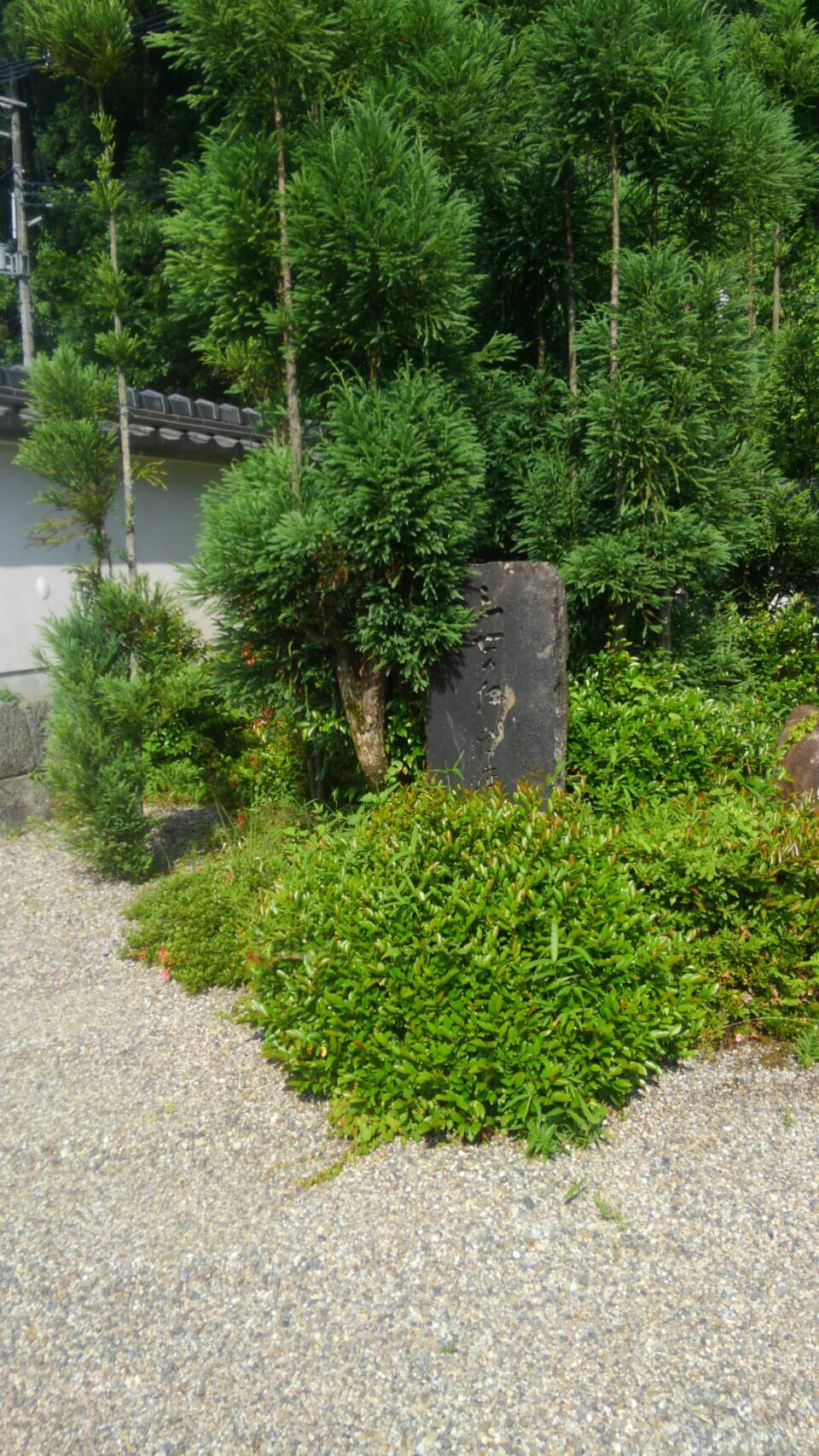
高浜虚子の碑
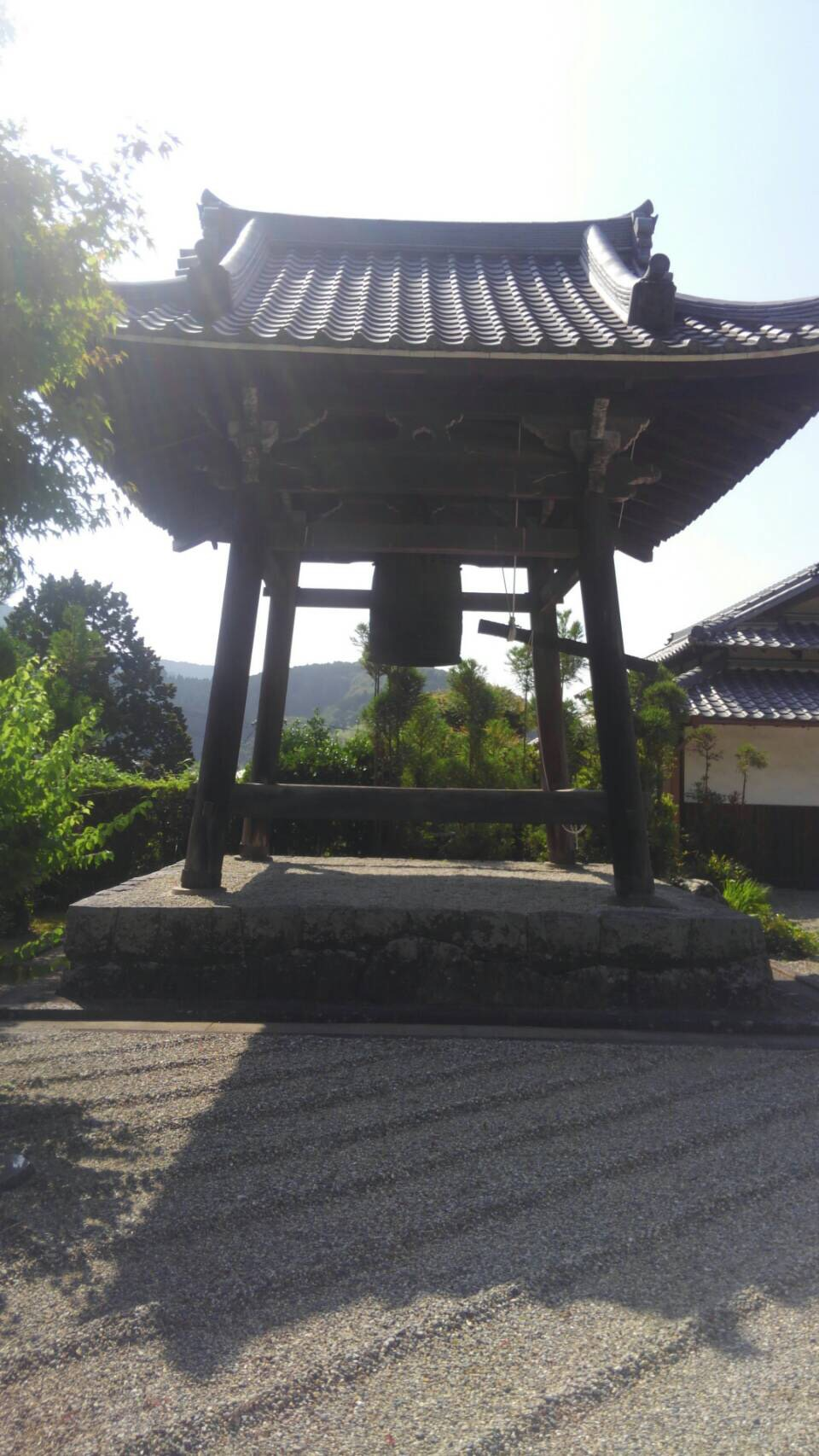
八景の鐘